# Surwold
Surwold település Németországban, azon belül Alsó-Szászország tartományban. Lakosainak száma 4353 fő (2023. december 31.). Surwold Rhauderfehn, Dörpen, Neulehe, Breddenberg, Börger, Bockhorst, Esterwegen, Neubörger és Papenburg községekkel határos.

## Népesség
A település népességének változása:
| Lakosok száma | 4281 | 4261 | 4257 | 4280 | 4308 | 4353 |
|               | 2016 | 2017 | 2019 | 2021 | 2022 | 2023 |